# Goniothalamus macrophyllus
Goniothalamus macrophyllus är en kirimojaväxtart som först beskrevs av Carl Ludwig von Blume, och fick sitt nu gällande namn av Joseph Dalton Hooker och Thomas Thomson. Goniothalamus macrophyllus ingår i släktet Goniothalamus och familjen kirimojaväxter.

## Underarter
Arten delas in i följande underarter:
- G. m. kerri
- G. m. siamensis